# Hybochelus leucogranulatus
Hybochelus leucogranulatus là một loài ốc biển, là động vật thân mềm chân bụng sống ở biển thuộc họ Chilodontidae.